# خالد فريد
خالد فريد فيروز الماس العبد الله من مواليد 7 يناير 1987 لاعب كرة قدم قطري يلعب في الظهير.

## مسيرة اللاعب
لعب سابقاً في النادي العربي و نادي لخويا ونادي السيلية ونادي الشحانية ونادي مسيمير.